# Донник неаполитанский
Донник неаполитанский (лат. Melilotus neapolitanus) — вид травянистых растений рода Донник (Melilotus) семейства Бобовые (Fabaceae).

## Распространение и экология

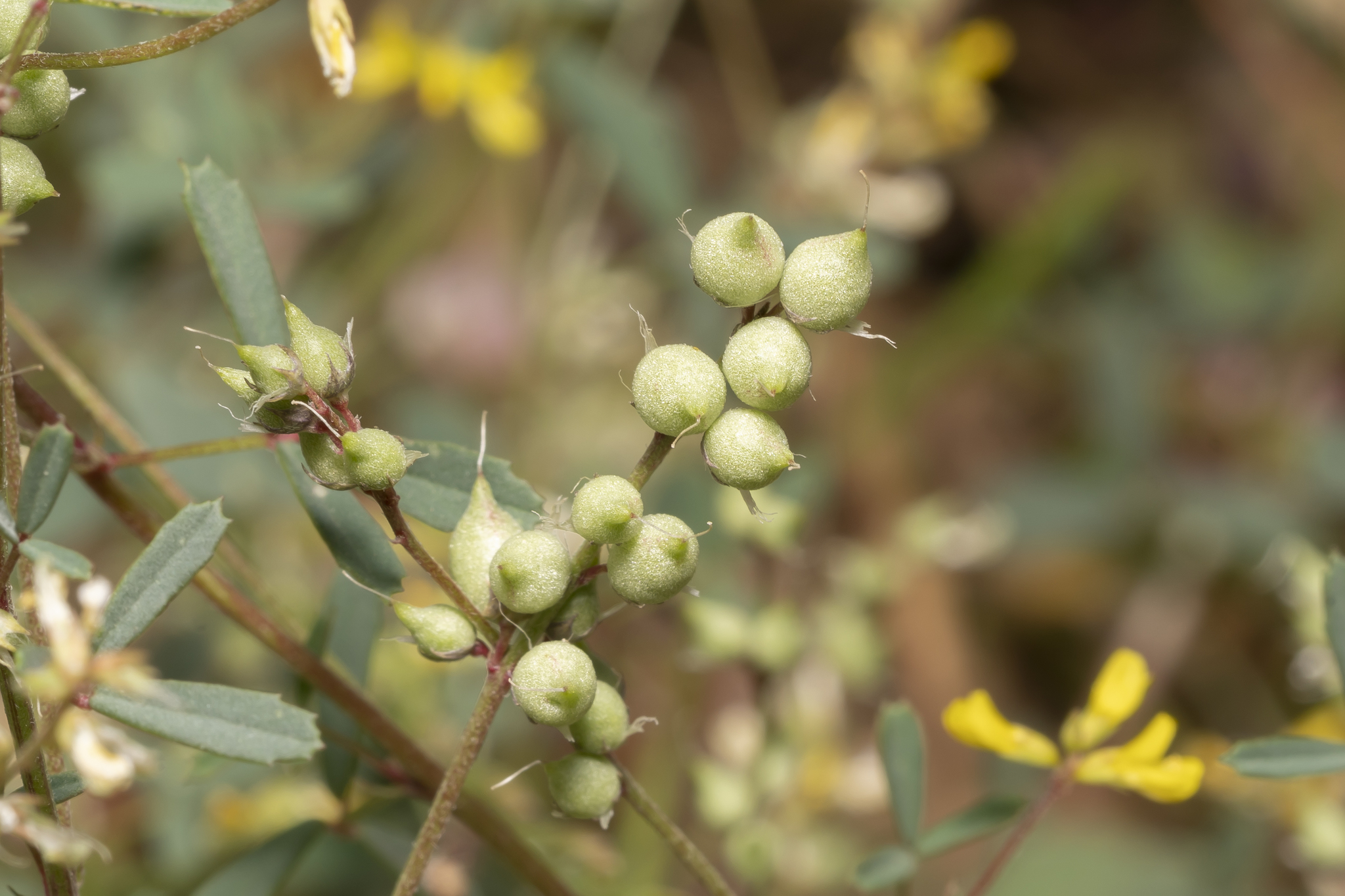
Бобы

Средиземноморский вид. Распространен в Средиземноморье. Мезофит. Восприимчив к переувлажненным почвам.

## Ботаническое описание
Однолетнее растение. Стебли прямые, ветвистые, 20-40 см высотой. Прилистники треугольно-ланцетные, заострённые. Листочки обратно-яйцевидные, зазубренные, верхние обратно яйцевидно-клиновидные.
Кисти короткие 1—2 см длиной, рыхлые, малоцветковые; цветоножки около 1 мм длиной. Цветки довольно мелкие, 4—5 мм длиной, светло-жёлтые, горизонтально отклонённые. Чашечка около 2 мм длиной. Бобы прямостоячие, шарообразные, голые или слабо опушённые, 3—3,5 мм длиной. Семена округлые, 1,5—2,2 мм длиной, жёлтые.
Цветёт в мае, плодоносит в июне.